# Rubus holosericeus
Rubus holosericeus är en rosväxtart som beskrevs av Lorenz Chrysanth von Vest. Rubus holosericeus ingår i släktet rubusar, och familjen rosväxter. Inga underarter finns listade i Catalogue of Life.